# Грин, Джон (писатель)
Джон Грин (англ. John Green; р. 24 августа 1977) — американский писатель, автор книг, наиболее известными романами которого стали «Виноваты звёзды» (2012), «Бумажные города» (2008) и «В поисках Аляски» (2005). Видеоблогер и создатель образовательных онлайн-видео.
Грин обладатель престижной премии Printz (2006) за свой дебютный роман «В поисках Аляски», а его самый известный роман «Виноваты звезды» дебютировал под № 1 в списке бестселлеров «Нью-Йорк Таймс» в январе 2012 года. Одноимённая экранизация, вышедшая в 2014 году, на момент премьеры в США стала № 1 бокс-офиса, собрав за весь период проката в Соединённых Штатах $124 438 000. В 2014 году Грин был включен в список «100 самых влиятельных людей в мире» по версии журнала Time.
Кроме писательской деятельности, Грин также известен своей деятельностью на поприще Интернет-технологий. В 2007 году он запустил на YouTube канал VlogBrothers, которым управляет со своим братом, Хэнком Грином. Также он реализовал такие Интернет-проекты, как «Удивительное» и VidCon и создал, наряду с братом, в общей сложности 11 онлайн серий образовательных программ, включающих в себя всемирную историю, биологию, экологию, химию, психологию и другие дисциплины. В 2015 году они запустили подкаст «Dear Hank and John», в котором отвечают на вопросы своих слушателей, дают сомнительные советы и делятся новостями о Марсе и английском футбольном клубе Уимблдон.

## Молодость и карьера
Джон Грин родился в Индианаполисе, Индиана, в семье Майка и Сидни Грин. Спустя всего три недели после его рождения, его семья переезжает в Мичиган, затем в Бирмингем, Алабама и, наконец, в Орландо, Флорида. Джон учился в Подготовительной школе Лейк-Хайленд в Орландо (Lake Highland Preparatory School) и Indian Springs School в пригороде Бирмингема, Алабама, антураж которой он позже использовал в качестве главного места действия в романе «В поисках Аляски». В 2000 году Грин закончил Кеньон-Колледж с двойным дипломом по английской литературе и религиоведению.
После окончания колледжа Грин провел пять месяцев, работая в качестве студента капеллана в детской больнице. В то время он намеревался стать епископальным священником, но работа с детьми, страдающими от тяжёлых заболеваний, вдохновила его стать писателем и впоследствии создать роман «Виноваты звёзды».
В течение нескольких лет Грин жил в Чикаго, где работал в качестве помощника редактора в журнале Booklist, писал рецензии и сочинял «В поисках Аляски». За это время он стал рецензентом сотен книг, особенно беллетристики. Он также рецензировал книги для «Нью-Йорк Таймс» и делал оригинальные радио-эссе для общественной радиостанции Чикаго. Позже Грин в течение двух лет жил в Нью-Йорке, пока его жена Сара училась в аспирантуре.

## Работы

### «В поисках Аляски»
Первый роман Грина, «В поисках Аляски», увидевший свет в 2005 году, является школьной историей, или подростковым романом, вдохновленный пребыванием автора в Indian Springs School, беллетризованном в романе как школа «Калвер-Крик». Роман был награждён ежегодной Премией Майкла Л. Принца Американской библиотечной ассоциации, как «лучшая книга года, написанная для подростков, основываясь исключительно на её литературных достоинствах». Роман попал в ежегодный топ Алабамы «10 лучших книг для подростков». В 2005 году права на экранизацию были куплены кинокомпанией Paramount, но спустя пять лет Грин заявил поклонникам, что, в то время как он «отчаянно любил» сценарий, он [Грин] не ощущает интереса к проекту со стороны Paramount. На фоне увеличивающихся продаж романа Грин выразил опасения по поводу экранизаций, которые, как ему кажется, могут помешать «интенсивной и личной связи читателей с историей». В 2012 году роман попал в список бестселлеров «Нью-Йорк Таймс» для детских книг в мягкой обложке.

### «Многочисленные Катерины»
Второй роман Грина, «Многочисленные Катерины» (2006), занял второе место ежегодной Премии Принца и стал финалистом Книжной премии Los Angeles Times.

### «Бумажные города»
В 2008 году роман «Бумажные города», дебютировал под № 5 в списке бестселлеров Нью-Йорк Таймс для детских книг. В 2009 году роман был награждён Премией Эдгара как «лучший роман для подростков», получил так же литературную премию Corine (немецкая литературная премия «Корин») в 2010 году. В 2015 году роман был экранизирован студией «Двадцатый Век Фокс», одним из соавторов сценария выступил Джон Грин. Главные роли исполнили Кара Делевинь (Марго) и Нэт Вулфф (Кью). Указанная экранизация существенно отличается от первоисточника как по духу, так и по содержанию. К примеру, в романе Кью терпеть не может школьные выпускные, и вся канва повествования построена на желании Кью и его друзей успеть в «бумажный город» к назначенному Марго времени, тогда как в фильме всё наоборот — друзья пытаются вернуться оттуда как раз к началу выпускного бала. Сам Джон Грин присутствует в фильме не только как сценарист. Он также озвучил одного из второстепенных персонажей — отца Бекки. Бекка — это девушка, которую Кью и Марго решили проучить также, как и многих других «врагов» Марго (эпизод, в котором разгневанный отец застаёт дочь в постели с одноклассником). Экранизация романа не имела громкого успеха, во многом благодаря тому, что фильм снимался в спешке, всего за две недели, и пал жертвой надежд студии на повторение успеха в связи со знаменитым именем автора — «отца» подросткового хита «Виноваты звёзды».

### «Уилл Грейсон, Уилл Грейсон»
Совместная работа Грина с его другом, и начинающим писателем Дэвид Левитаном, (2010), получившая премию Stonewall Book Award (премия ЛГБТ-сообщества, вручаемая за «исключительные заслуги, относящиеся к гей / лесби / бисексуальному / транссексуальному опыту» для книг на английском языке). Роман переведён на русский язык.

### «Сиквел» — «Виноваты звёзды»
Новый роман Грина, «Сиквел», о создании которого он объявил в августе 2009 года, не был им закончен, а позже был трансформирован в роман «Виноваты звёзды», который был опубликован в январе 2012. Грин тогда объяснил, что несколько частей «Сиквела» были перенесены в «Виноваты звёзды». Грин подписал все 150000 копий первого издания, а его жена и брат проставили на них личные символы: «Йети» (жена) и «Морской черт» (брат). «Виноваты звёзды» занимали первое место в течение двух недель (январь-февраля 2012 года) в списке бестселлеров «Нью-Йорк Таймс» для детских книг. В 2014 года роман был экранизирован и вышел в прокат 6 июня 2014 года (США), 4 сентября 2014 года (Россия). Главные роли исполнили Шейлин Вудли (Хейзел) и Энесел Эльгорт (Огастус).

### «Ракетка» — «Черепахи — и нет им конца»
В конце 2013 года Грин заявил, что пишет новую книгу с рабочим названием «Ракетка». Он продал черновик, содержащий примерно 5000 слов на интернет-аукционе IndieGoGo за 10$, как часть благотворительной акции для проекта «Удивительное». Однако в 2017 году свет увидел роман «Черепахи — и нет им конца», роман-детективная история, о поисках пропавшего миллиардера Рассела Пикета, за любую помощь в его поисках которого объявлено солидное вознаграждение. Именно тогда Дейзи вместе с лучшей подругой Азой Холмс решают найти его во что бы то ни стало. Роман переведён на русский язык и выпущен издательством АСТ в 2018 г.

## Критика
Именно росту известности Грина как писателя и его запоминающемуся стилю многие, в том числе Wall Street Journal, приписывают «становление новой, золотой эры современной реалистической подростковой беллетристики, после более десяти лет господства книг о молодых волшебниках, сверкающих вампирах и антиутопий». Личный отзыв Грина о чём-либо в соцсети может мгновенно разойтись по интернету и вызвать резкий рост продаж — явление, которое книжные блогеры называют «толчком Джона Грина». Зарин Джаффери, выпускающий редактор издательства Simon & Schuster, отметила: «Что мне действительно нравится в явлении, который люди называют „эффектом Джона Грина“, так это усиление интереса к подлинным, настоящим персонажам, к которым читатель искренне привязывается».

## Личная жизнь
Джон Грин живет в Индианаполисе (Индиана), с женой Сарой Урист Грин и двумя детьми — сыном Генри и дочерью Элис. Чета Грин попросила совета в выборе имени для дочери у бывшего президента США Барака Обамы во время видео-чата Google Hangouts на YouTube.
Джон Грин заявил, что он — адепт епископальной церкви.
Джон Грин, как и герой его дебютного романа «толстячок» Майлз, собирает предсмертные высказывания известных людей. Сам он больше всего любит последние слова Оскара Уайльда. Писатель лежал в вычурно декорированном номере гостиницы и заявил: «Либо эту комнату покинут эти отвратные обои, либо я», после чего тут же умер.

### Романы
- В поисках Аляски (2005) (ISBN 0-525-47506-0)
- Многочисленные Катерины (2006) (ISBN 0-525-47688-1)
- Пусть идёт снег: три праздничных истории — с Морин Джонсон и Лорен Миракл (2008) (ISBN 0-142-41214-7)
- Бумажные города (2008) (ISBN 0-525-47818-8)
- Уилл Грейсон, Уилл Грейсон — с Дэвидом Левитаном (2010) (ISBN 0-525-42158-0)
- Виноваты звёзды (2012) (ISBN 0-525-47881-7)
- Черепахи — и нет им конца (2017) (ISBN 0-525-55536-0)

### Рассказы
- «Приблизительная стоимость любви Кэролайн» (2006)
- «Большой американский Morp» (2007)
- «Фрик выродок» (2009)
- «Причины» (2011)
- «Дважды по требованию» (2011)

### Другое
(Отдельно стоит так же сказать, что Джон вел ускоренный курс мировой истории, и не только мировой.)
- Thisisnottom, интерактивный роман (2009)
- Zombicorns, онлайн новелла про зомби (2012)
- «Война за Остров Банкс», продолжение к Zombicorns. Разослано по электронной почте людям, которые пожертвовали деньги проекту «Удивительное» (2012)